# San Martín kutatóállomás
A San Martín kutatóállomás (spanyolul: Base San Martín, nevének jelentése „Szent Márton”, de valójában nem Szent Mártonról nevezték el, hanem nemzeti hősükről, José de San Martín tábornokról) egy Argentínához tartozó kutatóállomás az Antarktiszon. Argentína úgy tekint rá, hogy Tűzföld tartomány Antártida Argentína megyéjéhez tartozik.
A helyszínen folyó kutatások fő témái többek között a geomágnesség, az ionoszféra-kutatás, a fitoplanktonok gyűjtése, a műholdas geodézia és a glaciológia.

## Földrajz
A bázis az Antarktiszi-félsziget nyugati partjai mellett, a Margarita-öbölben, a Bellingshausen-tengerben található Barry-szigeten található. Az év legnagyobb részében ez az öböl a vastag jég miatt nem hajózható.
Gyakoriak az erős, hideg szelek, amelyek akár a 200 km/h-s sebességet is elérhetik, és akár 5–6 napon keresztül is folyamatosan fújhatnak, veszélyessé téve ezáltal a kint tartózkodást. Bár télen -37 °C-ig is süllyed a hőmérséklet, nyáron akár +8 °C is lehet. A tenger általában júniustól novemberig fagy be. Az átlagos évi csapadékmennyiség 500 mm körüli, többnyire hó, de az utóbbi években eső is elő szokott fordulni.

## Története
A bázist az argentinok azért építették fel, hogy egyrészt ezzel is hangsúlyozzák az argentin igényt az Antarktisz ezen részére, másrészt hogy létrehozzák az addigi legdélebbi, már a sarkkörön túl található kutatóállomásukat. Hogy az építkezéshez szükséges anyagokat és embereket eljuttassák a térségbe, a Pérez társaság Santa Micaela nevű teherhajóját bérelték ki, amelynek parancsnoka Santiago Farrell volt. A Santa Micaela 1951. február 12-én indult el Buenos Airesből, és március 8-án kötött ki a célállomáson. Az út utolsó szakaszán a haditengerészet Sanavirón nevű vontatóhajója is kísérte a hajót. A megérkezés után 12-napi munkával felépítették az első, kétszintes, dupla fafalú lakóházat, valamint több egyéb épületet, például raktárakat is létesítettek, és felállították a 25 méter magas rombusz-antenna négy oszlopát. A bázis hivatalos felavatására március 21-én került sor az előbb említett két hajó legénységének jelenlétében. Az avatást Hernán Pujato ezredes végezte, a helyszínt Juan Monticcelli szalézi atya áldotta meg.
Bár a tudományos kutatás megkezdését a körülmények nehezítették, de a meteorológiai méréseket már a kezdetektől fogva naponta el tudták végezni. A térségben számos kis menedékhelyet is létesítettek, amelyeknek a nevei: Paso de los Andes, Nogal de Saldán, Granaderos, Plumerillo, Chacabuco, Yapeyú, Maipo és 17 de Agosto.
Az első antarktiszi argentin helikopter, egy Hugo J. Parodi vezette Sikorsky 51 1952-ben tűnt fel a San Martín állomáson. Ugyanezen év június 30-án egy tűzvész több épületet elpusztított, köztük a központi lakóépületet, két raktárat, egy műhelyt és a rádióadót. Mivel a következő időszakban a jég lehetetlenné tette hajók érkezését, a bázis 20 lakójának élete jócskán megnehezedett. Végül 1953. március 26-án a légierő Cruz del Sur nevű repülője az állomás fölé repült, és ledobott oda élelmiszereket és más hasznos felszereléseket.
A bázis 1960-ban megszűnt ugyan, de 1976. március 21-én újranyitották, és azóta folyamatosan működik.

## Élővilág
A növényvilág nem túl gazdag, csak néhány moha és zuzmó van jelen. Az állatok közül a térségben előfordul a Weddell-fóka, a rákevő fóka, a kardszárnyú delfin, az Adélie-pingvin (főleg a Rocas Rojas nevű helyen), valamint számos repülő madár, például halfarkasfélék, sirályok és kárókatonák. Elszigetelten császárpingvinekkel is lehet találkozni.

## Képek

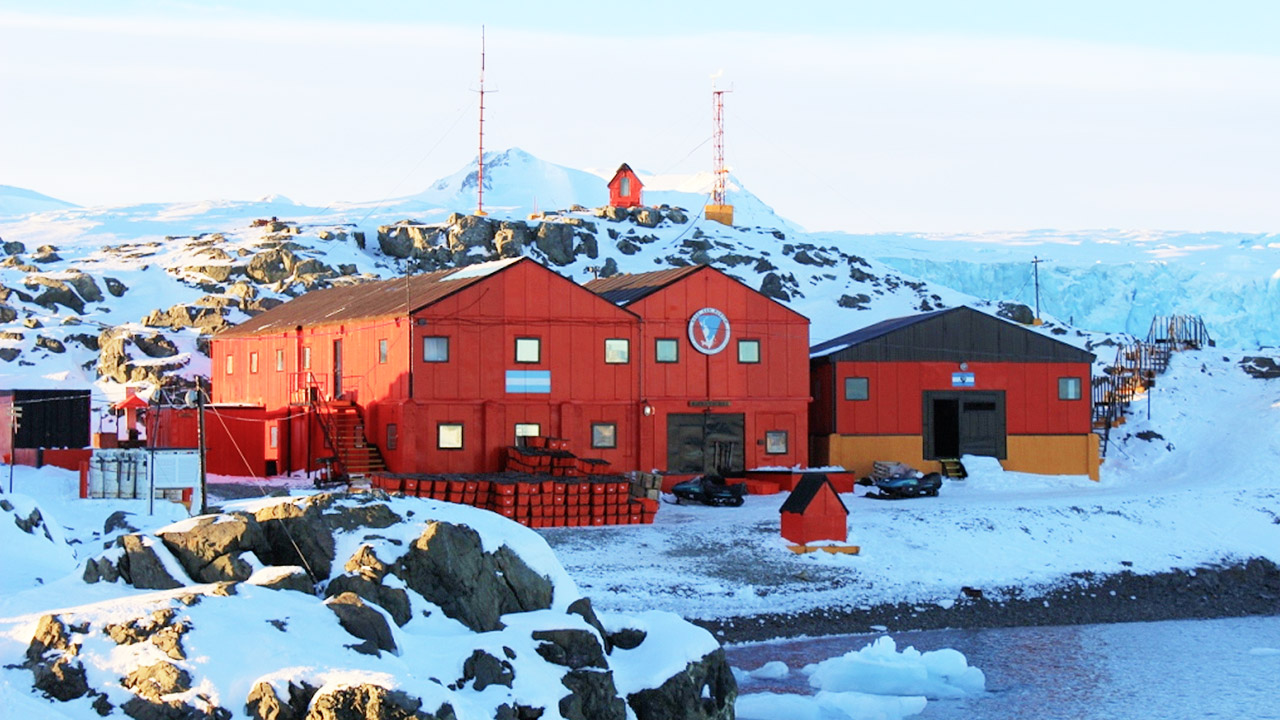
Épületek
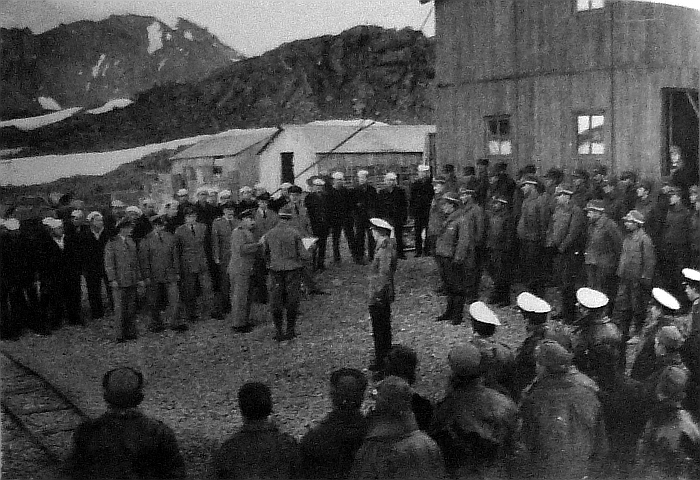
Régi kép az építkezés idejéből
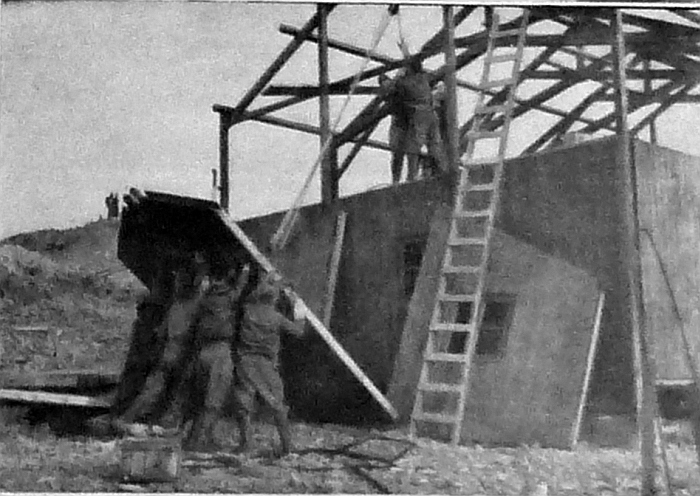
Régi kép az építkezés idejéből
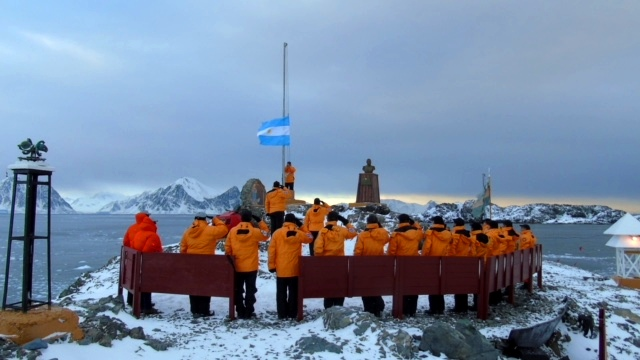
A bázis fennállásának 67. évfordulójának ünneplése